# Ministeriet for Grøn Trepart
Ministeriet for Grøn Trepart er et dansk ministerium, som blev oprettet 29. august 2024.
Ministeriet blev præsenteret den 28. august 2024, som en del af den efterfølgende dags ministerrokade i Regeringen Mette Frederiksen II, hvor Jeppe Bruus blev udpeget som minister.

## Grøn Trepart
Den Grønne trepart er en aftale indgået mellem Regeringen (Socialdemokratiet, Venstre og Moderaterne) og parterne i den grønne trepart (Landbrug & Fødevarer, Danmarks Naturfredningsforening, Fødevareforbundet NNF, Dansk Metal, Dansk Industri og Kommunernes Landsforening) den 24. juni 2024. Aftalen skal udgøre det langsigtede grundlag for omlægning og omstilling af Danmarks arealer og af fødevare- og landbrugsproduktionen i Danmark.
Aftalen omfatter "Danmarks Grønne Arealfond", som skal være grundlaget for en arealomlægning med udtagning af mere end 15 procent af den samlede landbrugsjord i Danmark fra landbrug til skov og natur. Med aftalen er der afsat 40 mia. kr. (10 mia kr fra Novo Nordisk Fonden), som bl.a. skal bidrage til 
- Skovrejsning (250.000 hektar skov frem mod 2045)
- Udtagning af 140.000 hektar kulstofrige lavbundsjorde inkl. randarealer inden 2030
- Igangsætning af strategiske opkøb af jord bl.a. med henblik på kvælstofreduktioner og jordfordeling.
- En omdiskuteret kvælstofindsats, som kan skabe forudsætninger for, at livet vender tilbage i de iltsvind-ramte danske fjorde.[4][5][6][7]
- Forskning (1,5 mia kr)

## Underliggende myndigheder
- Naturstyrelsen
- Styrelsen for Grøn Arealomlægning og Vandmiljø